# Câu lạc bộ bóng đá Quân đội Lào
Câu lạc bộ bóng đá Quân đội Lào có trụ sở ở Viêng Chăn là một đội bóng chuyên nghiệp của Lào đã từng thi đấu ở giải bóng đá hàng đầu quốc nội Lao Premier League 2014.

## Tài trợ
| Thời gian | Trang phục | Tài trợ |
| --------- | ---------- | ------- |
| 2014-     | FBT        |         |

## Thành tích
- Lao League: 
  - Vô địch (8): 1990, 1991, 1992, 1993, 1994, 1996, 1997, 2008
- Cúp Thủ tướng Lào
  - Vô địch (1): 2013

## Cầu thủ nổi tiếng
Ghi chú: Quốc kỳ chỉ đội tuyển quốc gia được xác định rõ trong điều lệ tư cách FIFA. Các cầu thủ có thể giữ hơn một quốc tịch ngoài FIFA.
| Số | VT | Quốc gia | Cầu thủ          |
| -- | -- | -------- | ---------------- |
| —  | TV | Lào      | Souliya Siphaxay |
| —  | TĐ | Lào      | Kitar Sisavath   |